# Scleroprocta hexacantha
Scleroprocta hexacantha là một loài ruồi trong họ Limoniidae. Chúng phân bố ở miền Cổ bắc.